# محمد الداودية
محمد حسن سليمان داودية (28 حزيران 1947 في الرويشد) سياسي أردني وسفير سابق، شغل منصب وزير الزراعة في حكومة بشر الخصاونة من 12 تشرين الأول 2020 إلى 7 آذار 2021. كما شغل منصب وزير الشؤون السياسية والبرلمانية في حكومة فيصل الفايز من 25 تشرين الأول 2003 إلى 25 تشرين الاول 2004 ومنصب وزير الشباب في حكومة عبد الكريم الكباريتي 4 شباط 1996 إلى 19 آذار 1997. وكان سفيرا للأردن في عدة دول مثل إندونيسيا واليونان والمغرب. حاليا يرأس جمعية الحوار الديمقراطي الوطني منذ أيار 2015.

## الخبرات العملية
- سفير الأردن لدى جمهورية اندونيسيا و(جمهورية سنغافورة وسلطنة بروناي -غير مقيم) منذ عام 2006-2012
- سفير الأردن لدى الجمهورية الهيلينية (اليونان) وقبرص (غير مقيم) 2005-2006.
- وزير التنمية السياسية والشؤون البرلمانية في حكومة فيصل الفايز 2003-2004
- سفير الأردن لدى المملكة المغربية 1998-2003
- سفير الأردن لدى البرتغال وموريتانيا والسنغال (غير مقيم) 1998-2003
- وزير الشباب في حكومة عبد الكريم الكباريتي 1996-1997
- عضو مجلس النواب الأردني الثاني عشر 1993-1997
- مدير دائرة الاعلام والعلاقات العامة في الديوان الملكي الهاشمي 1992-1993
- صحفي وكاتب مقالة يومية -عرض حال- 1978 - 1993
- معلم في مدارس وزارة التربية والتعليم في البلقاء ومعان والشوبك والطفيلة والمفرق وعمّان 1968-1978

## المواقع التي تسلمها
- أمين سر نقابة الصحفيين وعضو مجلس النقابة لعدة دورات.
- عضو الهيئة الادراية لرابطة الكتاب الأردنيين لعدة دورات.
- رئيس لجنة الحريات العامة وحقوق المواطنين في مجلس النواب الأردني الثاني عشر 1993-1997.
- مراقب دولي لانتخابات السلطة الوطنية الفلسطينية لعام 1996.
- رئيس اللجنة الأولمبية الأردنية 1996-1997.
- رئيس البعثة الرسمية الأردنية لاولمبياد أتلانتا - الولايات المتحدة الأمريكية 1996.
- عضو الوفد الرسمي الأردني لمؤتمر القمة العربية القاهرة- 1996.
- ترأس وشارك في العديد من المؤتمرات العربية والإقليمية والدولية.

## الأوسمة التي يحملها
- 1993: وسام الاستقلال من الدرجة الأولى المقدم من الملك الحسين بن طلال. [3]
- 2004: الوسام العلوي من درجة الحمالة الكبرى المقدم من الملك محمد السادس - ملك المملكة المغربية.